# 香港仔隧道
香港仔隧道（英語：Aberdeen Tunnel，簡稱香隧、港隧、AT或仔隧）是香港香港島島上首條以及目前唯一一條付費行車隧道，隧道貫穿聶高信山連接黃竹坑及跑馬地，連接黃竹坑黃竹坑道及跑馬地黃泥涌峽天橋；隧道於1977年動工，1979年12月北行管道首先貫通，兩條管道分別於1982年3月12日及1983年3月14日啟用，隧道人員獲授權執行《行車隧道（政府）條例》。
收費廣場設於黃竹坑舊圍故址，共有12個收費亭，其中8個為人手收費亭，餘下4個（南行的1、4號和北行的9、12號）為快易通專用自動繳費亭。2017年9月24日起，駕車人士可以在人手收費亭，以八達通或本地發行的非接觸式信用卡（包括Visa payWave、感應式Mastercard及銀聯閃付）拍卡繳付隧道費。隧道為一條雙程雙線分隔雙管隧道，啟用初期是先通行北行管道，實行單管雙程行車，1年後南行管道才開放使用。
2023年12月24日起，香港仔隧道實施不停車繳費系統「易通行」，取代原有人手收費亭及快易通。
在港鐵南港島綫尚未通車前，隧道是南區居民（由香港仔至赤柱一帶）來往港島東部銅鑼灣、北角和兩條海底隧道的重要途徑，2016年香港仔隧道平均每日行車量達63,646架次，因此跑馬地黃泥涌峽天橋和堅拿道天橋經常出現交通擠塞。

## 歷史
在香港仔隧道啟用前，由黃竹坑來往銅鑼灣及灣仔的車輛，都需要駛經依山而建的道路，其中一條路徑是途經南風道、深水灣道、黃泥涌峽道以及司徒拔道，或先前往瀑布灣，再繞經薄扶林道或域多利道到上環及中環，路程較為迂迴及費時，而且加劇中區的交通擠塞。
香港仔隧道於1960年代被倡議興建，為配合即將興建的紅磡海底隧道及發展港島南區，港英政府原定於1970年代初紅磡海底隧道落成後，便啟動香港仔隧道工程，當時預計耗資2億港元，可是1973年香港股災及第一次石油危機發生後，港府融資困難，在同期又有啟德隧道、第二獅子山隧道、屯門公路及香港地鐵等基建正在進行或即將動工，在資金有限及優先順位下，建造香港仔隧道的工程需要押後。經營紅磡海底隧道的香港隧道有限公司曾經在1977年向港英政府提議採取BOT模式興建隧道，由經營者投資興建及取得啟用後的獨家經營權，政府便無需在動工前就投入大筆資金，但港英政府拒絕BOT模式的建議，維持由政府撥款興建。1977年5月，港英政府經招標後批出建造合約，由金門-寶嘉-豪赫蒂夫-Sentab組成的聯營公司承建，同年動工。
由於隧道所在位置的岩層主要由花崗岩構成，故施工方法為酌取新奧工法概念的鑽炸法。隧道在1979年12月8日上午舉行貫通儀式，工務司署路政處處長陳乃強在香港仔隧道地盤使用遙遠控制引爆安裝在北行管道的200公斤炸藥，在清走管道的碎石後，香港仔隧道的第一條管道宣告貫通。香港仔隧道的南北行管道之間有三條互相貫通及可行車的通道，在管道內發生緊急事故時，可以從另一條管道進行救援。此外在建築工程進行期間因應香港大學的要求加建一間粒子物理實驗室。隧道的電腦系統於1982年2月完成安裝，為使駕駛人士適應隧道內外的光度變化，在隧道入口裝有一組可以配合隧道外光暗度變化的調光燈。
1982年3月12日，現時用作北行的管道首先通車，採用單管雙程行車。由於初期管理人手短缺，當初香港仔隧道每天晚上10:30便會關閉。1983年3月14日，南行隧道管道通車；1984年12月20日，香港仔隧道延長服務時間至全日通車，但為節省營運成本及方便進行必要之工程，每日凌晨00:00至06:00車輛流量較少的時間其中一管道關閉，另一管道則實施雙程行車。

## 交通擠塞問題
每逢繁忙時間，香港仔隧道往灣仔、銅鑼灣、北角和海底隧道方向都會非常擠塞。因此隧道交通督導員會將隧道間歇性封閉（間封），在黃竹坑收費廣場禁止車輛通行以疏導隧道內的車輛，專利巴士亦獲准在隧道間封期間使用右線。另外在南區通往香港仔隧道的主要道路，如黃竹坑道、南朗山道、鴨脷洲大橋等都設有指示，於擠塞時提示司機使用其他道路。而香港仔入口有燈號提示駕駛者左線或右線有擠塞。
香港仔隧道是香港仔、鴨脷洲和黃竹坑往港島北的銅鑼灣、北角和兩條海底隧道主要道路，但香港仔隧道的擠塞並不是由於隧道容量不足造成，而是出口道路如紅隧、跑馬地、銅鑼灣、北角和告士打道的擠塞延伸至隧道內引致，因此擠塞問題沒有根本解決方法。有些司機會改用其他道路往返港島南北兩岸以避過塞車，巴士及專線小巴公司亦開辦不經隧道之路線，如經薄扶林道前往西隧的巴士路線供乘客選擇。
為防止香港海洋公園舊水上樂園於1999年結業當日爆發之香港海底隧道、東區海底隧道及銅鑼灣的擠塞情況重演，東區區議會及灣仔區議會在2006年11月計劃，2010年在東區走廊和堅拿道天橋架設電腦警告牌，以提示駕駛者改用英皇道、高士威道往來銅鑼灣及香港仔隧道，以減少出現擠塞的機會。
自從港鐵南港島綫在2016年12月底通車，不少南區居民改轉乘港鐵出入南區。香港仔隧道的車流量下降，間歇性封閉次數隨之減少。
| 年份 | 總行車架次 | 平均每日行車架次 |
| ---- | ---------- | ---------------- |
| 2022 | 20,971,529 | 57,456           |
| 2021 | 22,191,681 | 60,799           |
| 2020 | 20,641,936 | 56,399           |
| 2019 | 21,899,599 | 59,999           |
| 2018 | 21,973,697 | 60,202           |
| 2017 | 21,931,321 | 60,086           |
| 2016 | 23,294,366 | 63,646           |
| 2015 | 23,592,674 | 64,637           |
| 2014 | 23,432,795 | 64,199           |
| 2013 | 23,660,790 | 64,824           |
| 2012 | 23,778,592 | 64,969           |
| 2011 | 23,474,268 | 64,313           |
| 2010 | 22,956,524 | 62,895           |
| 2009 | 22,496,566 | 61,634           |
| 2008 | 22,462,073 | 61,372           |
| 2007 | 22,417,910 | 61,419           |
| 2006 | 21,806,117 | 59,743           |
| 2005 | 21,112,455 | 57,842           |
| 2004 | 21,072,895 | 57,576           |
| 2003 | 20,623,344 | 56,502           |
| 2002 | 21,279,371 | 58,300           |
| 2001 | 21,373,447 | 58,557           |
| 2000 | 21,161,583 | 57,819           |
| 1999 | 20,680,325 | 56,658           |
| 1998 | 21,115,079 | 57,850           |
| 1997 | 21,851,914 | 59,868           |
| 1996 | 21,885,178 | 59,796           |
| 1995 | 21,234,145 | 58,176           |
| 1994 | 20,743,425 | 56,831           |
| 1993 | 20,100,768 | 55,071           |
| 1992 | 18,789,222 | 51,334           |
| 1991 | 18,115,887 | 49,633           |
| 1990 | 18,544,037 | 50,806           |
| 1989 | 17,592,948 | 48,200           |
| 1988 | 16,705,632 | 45,644           |
| 1987 | 14,943,764 | 40,942           |
| 1986 | 13,587,289 | 37,225           |
| 1985 | 12,520,295 | 34,302           |
| 1984 | 12,262,144 | 33,503           |
| 1983 | 10,723,262 | 29,379           |
| 1982 | 6,370,801  | 21,669           |

## 圖集

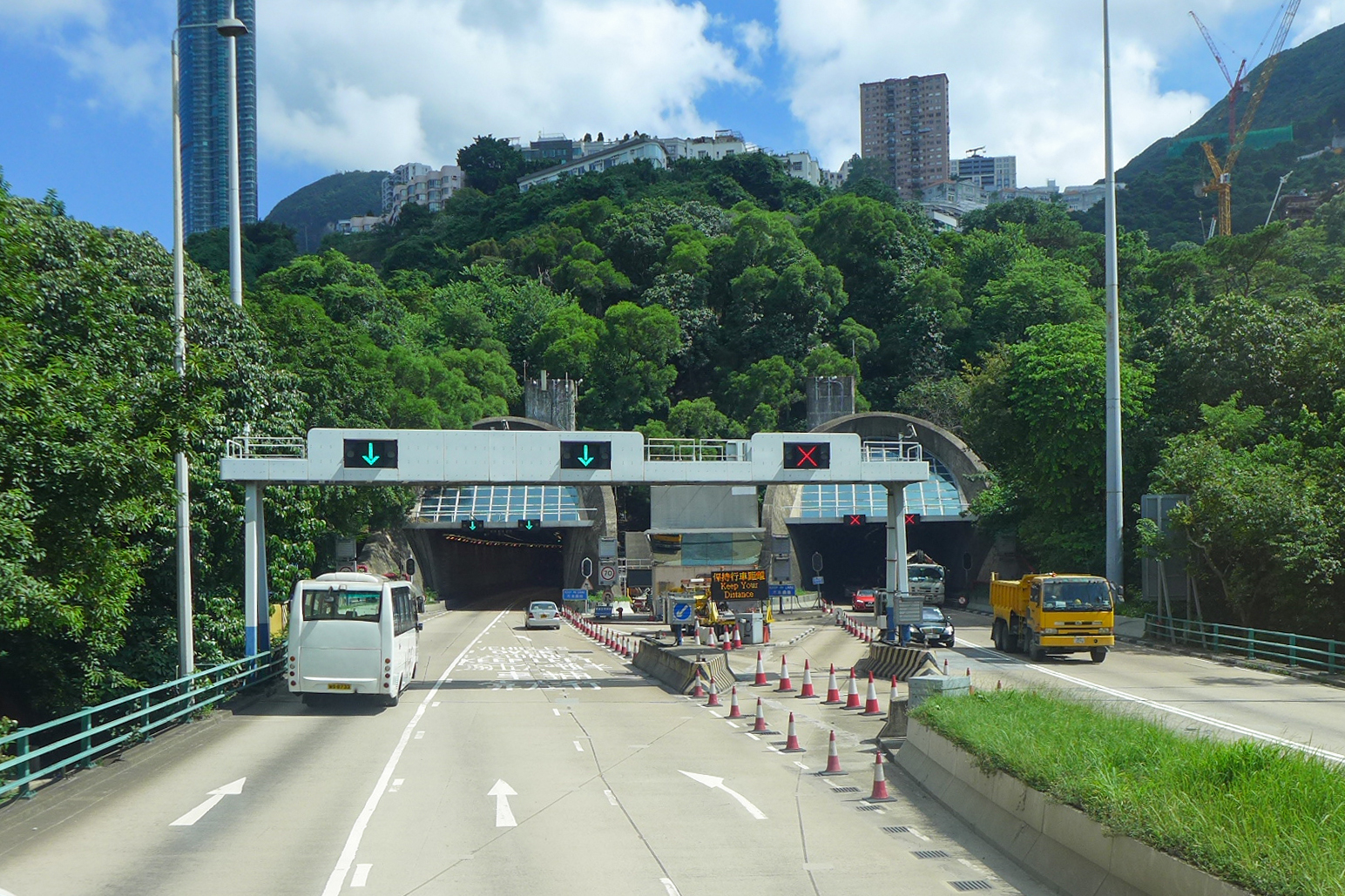
香港仔隧道跑馬地入口
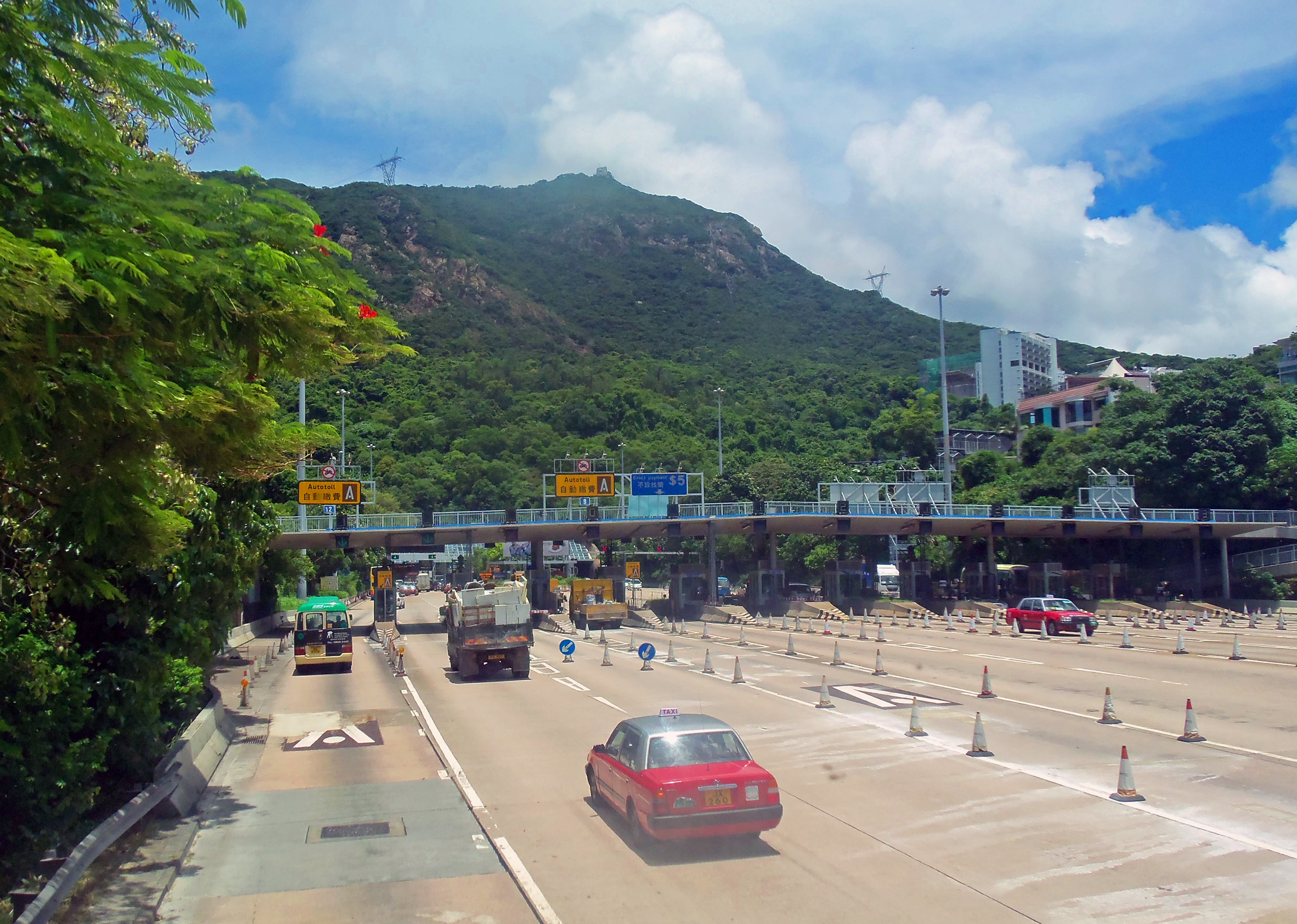
黃竹坑收費廣場
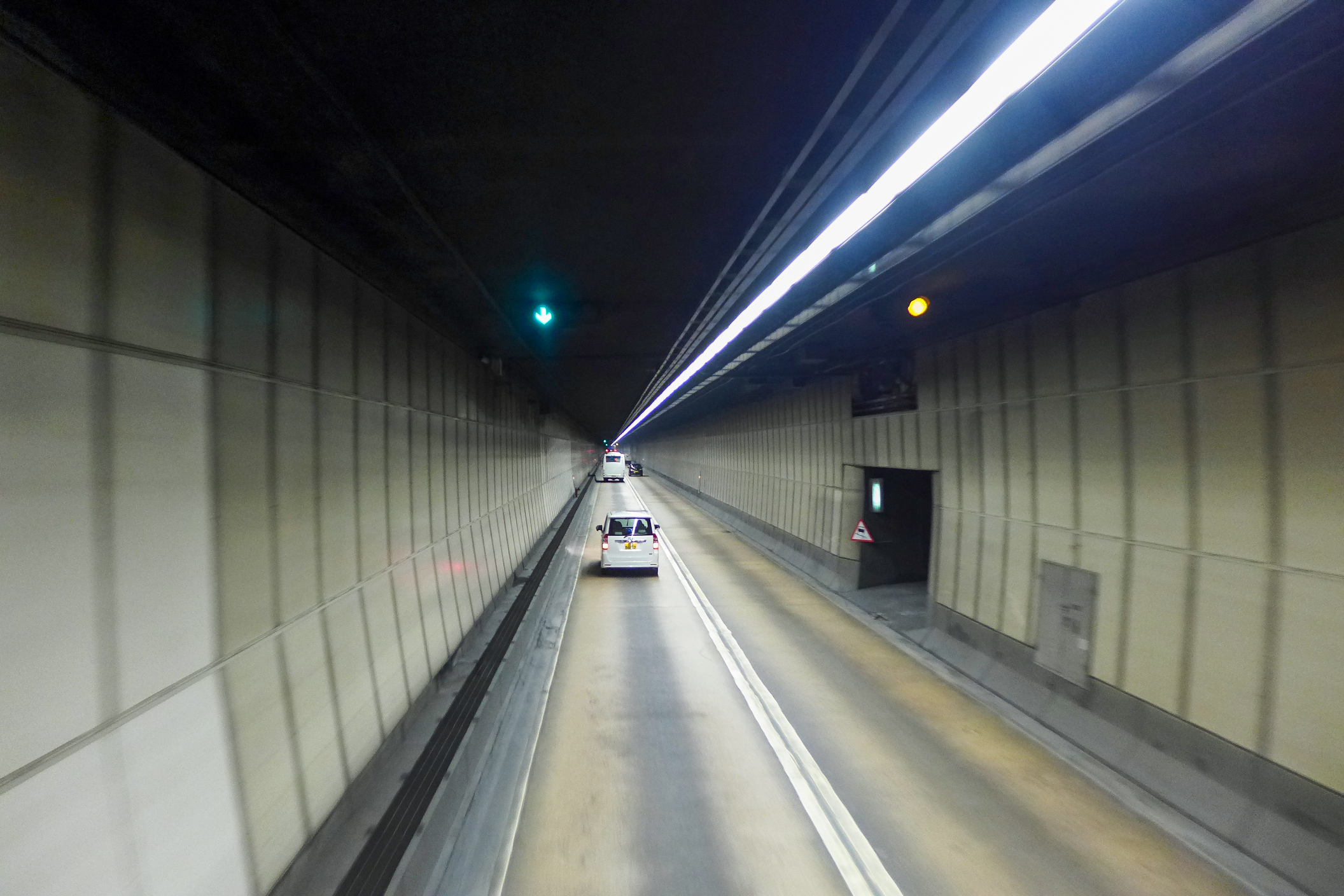
隧道內觀

## 歷年收費
| 生效日期      | 劃一收費 | 劃一收費 |
| 生效日期      | 專營巴士 | 其他車輛 |
| ------------- | -------- | -------- |
| 1982年3月12日 | HK$2     | HK$2     |
| 1985年4月1日  | HK$3     | HK$3     |
| 1991年4月1日  | HK$5     | HK$5     |
| 1993年1月10日 | HK$6     | HK$6     |
| 1993年2月26日 | HK$5     | HK$5     |
| 2019年2月17日 | 免費     | HK$5     |
| 2025年9月21日 | 免費     | HK$8     |

## 途經之公共交通服務
而城巴早上繁忙時間特別路線77X及99X往西灣河方向和城巴629線雖然途經香港仔隧道，但不會停靠收費廣場巴士站。

### 香港仔隧道巴士轉乘站
現時香港仔隧道的巴士轉乘站設於近黃竹坑道的支路，毗鄰黃竹坑醫院和黃竹坑新圍，有逾20條巴士路線停靠。港鐵南港島綫通車前，不少乘客會選搭途經香隧的巴士，於本站步行約5分鐘前往海洋公園正門。因道路設計問題，本站未能覆蓋到前往淺水灣和赤柱的巴士路線，停車彎的空間亦比其他轉乘站為小，只能同時容納兩架巴士。
隨著香隧於2023年12月24日實施「易通行」不停車繳費，運輸署計劃拆除收費亭後，將在隧道出入口兩旁興建新的轉乘站。城巴計劃擴展香隧的巴士轉乘網絡，藉以重組南區巴士路線。

## 外部連結
- 香港仔隧道計劃（页面存档备份，存于） 中大物理通訊 pdf

| 论 编 | 香港1號幹線 |  |
| |             |  |
| 黃竹坑道 – 香港仔隧道 – 黃泥涌峽天橋 – 堅拿道天橋 – 海底隧道 – 康莊道 – 公主道 – 窩打老道 – 獅子山隧道公路（包括獅子山隧道及第二獅子山隧道） – 沙田路 – 大埔公路－沙田段 |             |  |
| |             |  |